# Aleksandar Aranđelović
Aleksandar Aranđelović, in Italia venne conosciuto come Aleksandar Arangelovic, raramente Alexander Arangelovic o Aleksandar Arangelovich (Crna Trava, 18 dicembre 1920 – Belgrado, 8 settembre 1999), è stato un calciatore e allenatore di calcio jugoslavo, di ruolo attaccante.
I suoi dati anagrafici sono molto dubbi, alcune fonti lo danno per nato nel 1922, il sito della Stella Rossa riporta come data di nascita 18 gennaio 1920 ed un libro sui giocatori stranieri nel campionato francese riporta come data di nascita 18 febbraio 1920; inoltre come luogo di nascita altre fonti lo danno per nato a Belgrado in Serbia.

## Carriera

### Giocatore
Ha giocato nel Jedinstvo Beograd, Prva Armija, Metalac Beograd, Student Beograd, Stella Rossa, Milan, Padova, Roma, Novara, Racing Parigi e Atlético Madrid.
Apolide dotato di notevole intelligenza matematica (aveva studiato ingegneria a Belgrado) e di un tiro eccezionale, fu trovato dai dirigenti della Roma nel campo profughi di Cinecittà, dove si era rifugiato dopo essere finito in lista di trasferimento: in quella stagione segna quattro doppiette, all'Atalanta, alla Lucchese, al Venezia ed al Palermo, guadagnandosi il soprannome di "ammazzasquadroni" dai tifosi romanisti.
Giocò inoltre un'amichevole con il Milan, nel 1947, il pareggio esterno con il Como per 2-2.

### Allenatore
Concluse la carriera giocando in Canada ed Australia dove divenne anche allenatore.
Nel 1963 ha allenato la squadra dell'Australia Meridionale.

## Palmarès

### Club

#### Competizioni nazionali
- Serie B: 1

Padova: 1947-1948